# Cadaujac
Cadaujac – miejscowość i gmina we Francji, w regionie Nowa Akwitania, w departamencie Żyronda.
Według danych na rok 1990 gminę zamieszkiwało 4137 osób, a gęstość zaludnienia wynosiła 270 osób/km² (wśród 2290 gmin Akwitanii Cadaujac plasuje się na 99. miejscu pod względem liczby ludności, natomiast pod względem powierzchni na miejscu 742.).